# Левченко (Ростовская область)
Левченко — хутор в Матвеево-Курганском районе Ростовской области.
Входит в состав Новониколаевского сельского поселения.

## География
На хуторе имеется одна улица: Степная.

## Население
| 2010 |
| ---- |
| 8    |